# Izrael az 1960. évi nyári olimpiai játékokon
Izrael az olaszországi Rómában megrendezett 1960. évi nyári olimpiai játékok egyik részt vevő nemzete volt. Az országot az olimpián 7 sportágban 23 sportoló képviselte, akik érmet nem szereztek.

## Atlétika
Férfi
| Versenyző         | Versenyszám | Előfutam | Előfutam | Negyeddöntő | Negyeddöntő | Elődöntő | Elődöntő | Döntő   | Döntő    |
| Versenyző         | Versenyszám | Idő      | Hely.    | Idő         | Hely.       | Idő      | Hely.    | Idő     | Helyezés |
| ----------------- | ----------- | -------- | -------- | ----------- | ----------- | -------- | -------- | ------- | -------- |
| Amos Grodzinowsky | 100 m       | 11,1     | 6.       | kiesett     | kiesett     | kiesett  | kiesett  | kiesett | kiesett  |
| Amos Grodzinowsky | 200 m       | 21,8     | 4.       | kiesett     | kiesett     | kiesett  | kiesett  | kiesett | kiesett  |
| Amos Grodzinowsky | 400 m       | 48,9     | 6.       | kiesett     | kiesett     | kiesett  | kiesett  | kiesett | kiesett  |
| Yair Pantilat     | 800 m       | 1:54,7   | 5.       | kiesett     | kiesett     | kiesett  | kiesett  | kiesett | kiesett  |
| Yair Pantilat     | 1500 m      | 3:59,8   | 12.      |             |             |          |          | kiesett | kiesett  |

| Versenyző       | Versenyszám   | Selejtező | Selejtező | Döntő    | Döntő    |
| Versenyző       | Versenyszám   | Eredmény  | Helyezés  | Eredmény | Helyezés |
| --------------- | ------------- | --------- | --------- | -------- | -------- |
| David Kushnir   | Távolugrás    | 720 cm    | 25.       | kiesett  | kiesett  |
| Gideon Ariel    | Súlylökés     | 14,65 m   | 21.       | kiesett  | kiesett  |
| Baruch Feinberg | Gerelyhajítás | 68,24 m   | 24.       | kiesett  | kiesett  |

Női
| Versenyző      | Versenyszám | Előfutam | Előfutam | Negyeddöntő | Negyeddöntő | Elődöntő | Elődöntő | Döntő   | Döntő    |
| Versenyző      | Versenyszám | Idő      | Hely.    | Idő         | Hely.       | Idő      | Hely.    | Idő     | Helyezés |
| -------------- | ----------- | -------- | -------- | ----------- | ----------- | -------- | -------- | ------- | -------- |
| Ilana Adir     | 100 m       | 12,9     | 6.       | kiesett     | kiesett     | kiesett  | kiesett  | kiesett | kiesett  |
| Ilana Karaszyk | 200 m       | 26,5     | 5.       |             | kiesett     | kiesett  | kiesett  | kiesett |          |

| Versenyző      | Versenyszám | Selejtező | Selejtező | Döntő    | Döntő    |
| Versenyző      | Versenyszám | Eredmény  | Helyezés  | Eredmény | Helyezés |
| -------------- | ----------- | --------- | --------- | -------- | -------- |
| Ilana Karaszyk | Távolugrás  | 508 cm    | 28.       | kiesett  | kiesett  |
| Ayala Hetzroni | Súlylökés   | 12,59 m   | 17.       | kiesett  | kiesett  |

## Kerékpározás

### Országúti kerékpározás
| Versenyző        | Versenyszám   | Idő             | Helyezés      |
| ---------------- | ------------- | --------------- | ------------- |
| Itzhak Ben David | Mezőnyverseny | nem ért célba   | nem ért célba |
| Henry Ohayon     | Mezőnyverseny | 4:20:57 (+0:20) | 39.           |

## Sportlövészet
Férfi
| Versenyző      | Versenyszám           | Selejtező | Selejtező | Selejtező | Döntő   | Döntő    |
| Versenyző      | Versenyszám           | Csoport   | Pont      | Helyezés  | Pont    | Helyezés |
| -------------- | --------------------- | --------- | --------- | --------- | ------- | -------- |
| Hannan Crystal | Sportpuska, fekvő     | B         | 375       | 34.       | kiesett | =71.     |
| Hannan Crystal | Sportpuska, összetett | A         | 532       | 26.       | 1087    | 48.      |
| Rafael Peles   | Sportpuska, összetett | B         | 541       | 20.       | 1084    | 50.      |
| Rafael Peles   | Sportpuska, fekvő     | A         | 378       | 32.       | kiesett | =57.     |

## Súlyemelés
| Versenyző    | Versenyszám | Nyomás   | Nyomás   | Szakítás | Szakítás | Lökés    | Lökés    | Összesen | Helyezés |
| Versenyző    | Versenyszám | Eredmény | Helyezés | Eredmény | Helyezés | Eredmény | Helyezés | Összesen | Helyezés |
| ------------ | ----------- | -------- | -------- | -------- | -------- | -------- | -------- | -------- | -------- |
| Eduard Meron | 56 kg       | 80,0     | 20.      | 82,5     | =18.     | 107,5    | =18.     | 270,0    | 18.      |
| Gezi Cohen   | 60 kg       | 87,5     | =21.     | 85,0     | =20.     | 112,5    | 20.      | 285,0    | 19.      |

## Torna
Női
| Versenyző        | Versenyszám      | Selejtező | Selejtező | Döntő    | Döntő    |
| Versenyző        | Versenyszám      | Pontszám  | Helyezés  | Pontszám | Helyezés |
| ---------------- | ---------------- | --------- | --------- | -------- | -------- |
| Ruth Abeles      | Talaj            | 17,766    | 79.       | kiesett  | kiesett  |
| Ruth Abeles      | Ugrás            | 15,899    | 100.      | kiesett  | kiesett  |
| Ruth Abeles      | Felemás korlát   | 17,999    | =55.      | kiesett  | kiesett  |
| Ruth Abeles      | Gerenda          | 14,600    | =108.     | kiesett  | kiesett  |
| Ruth Abeles      | Egyéni összetett |           |           | 66,264   | 93.      |
| Ralli Ben-Yehuda | Talaj            | 18,000    | 72.       | kiesett  | kiesett  |
| Ralli Ben-Yehuda | Ugrás            | 15,999    | =96.      | kiesett  | kiesett  |
| Ralli Ben-Yehuda | Felemás korlát   | 17,899    | =62.      | kiesett  | kiesett  |
| Ralli Ben-Yehuda | Gerenda          | 16,266    | 86.       | kiesett  | kiesett  |
| Ralli Ben-Yehuda | Egyéni összetett |           |           | 68,164   | 81.      |
| Miriam Kara      | Talaj            | 17,566    | 83.       | kiesett  | kiesett  |
| Miriam Kara      | Ugrás            | 15,300    | 108.      | kiesett  | kiesett  |
| Miriam Kara      | Felemás korlát   | 17,799    | 68.       | kiesett  | kiesett  |
| Miriam Kara      | Gerenda          | 16,500    | 84.       | kiesett  | kiesett  |
| Miriam Kara      | Egyéni összetett |           |           | 67,165   | =86.     |

## Úszás
Férfi
| Versenyző                                               | Versenyszám            | Előfutam | Előfutam | Előfutam | Elődöntő | Elődöntő | Elődöntő | Döntő   | Döntő    |
| Versenyző                                               | Versenyszám            | Idő      | Hely.    | Össz.    | Idő      | Hely.    | Össz.    | Idő     | Helyezés |
| ------------------------------------------------------- | ---------------------- | -------- | -------- | -------- | -------- | -------- | -------- | ------- | -------- |
| Itzhak Luria                                            | 100 m gyors            | 1:00,9   | 8.       | 42.      | kiesett  | kiesett  | kiesett  | kiesett | kiesett  |
| Amiram Trauber                                          | 100 m gyors            | 59,7     | 5.       | 35.      | kiesett  | kiesett  | kiesett  | kiesett | kiesett  |
| Amiram Trauber                                          | 400 m gyors            | 4:58,6   | 6.       | 36.      |          |          |          | kiesett | kiesett  |
| Joram Shnider                                           | 100 m hát              | 1:11,1   | 7.       | 33.      | kiesett  | kiesett  | kiesett  | kiesett | kiesett  |
| Gershon Shefa                                           | 200 m mell             | 2:51,7   | 6.       | 29.      | kiesett  | kiesett  | kiesett  | kiesett | kiesett  |
| Joram Shnider Gershon Shefa Itzhak Luria Amiram Trauber | 4 × 100 m vegyes váltó | 4:37,6   | 6.       | 17.      |          |          |          | kiesett | kiesett  |

## Vívás
Férfi
| Versenyző        | Versenyszám  | Csoportkör | Csoportkör | Csoportkör        | Csoportkör | Csoportkör        | Csoportkör  | Csoportkör        | Csoportkör | Csoportkör        | Csoportkör | Helyezés    |
| Versenyző        | Versenyszám  | 1. kör | 1. kör     | 2. kör            | 2. kör     | Negyeddöntő       | Negyeddöntő | Elődöntő          | Elődöntő   | Döntő             | Döntő      | Helyezés    |
| Versenyző        | Versenyszám  | Ellenfél Eredmény | Hely.      | Ellenfél Eredmény | Hely.      | Ellenfél Eredmény | Hely.       | Ellenfél Eredmény | Hely.      | Ellenfél Eredmény | Hely.      | Helyezés    |
| ---------------- | ------------ | --- | ---------- | ----------------- | ---------- | ----------------- | ----------- | ----------------- | ---------- | ----------------- | ---------- | ----------- |
| Michael Ron      | Kard, egyéni | 9. csoport · Mohamed Ben Joullon (MAR) · 5-2 · Gerevich Aladár (HUN) · 2-5 · Michael D'Asaro Sr. (USA) · 0-5 · Emeric Arus (ROU) · 3-5 · Gustave Ballister (BEL) · 3-5 | 5.         | kiesett           | kiesett    | kiesett           | kiesett     | kiesett           | kiesett    | kiesett           | kiesett    | helyezetlen |
| David van Gelder | Kard, egyéni | 12. csoport · Allan Kwartler (USA) · 1-5 · Teodoro Goliardi (URU) · 0-5 · Jacques Lefèvre (FRA) · 1-5 · Funamizu Micujuki (JPN) · 0-5 · Trần Văn Xuan (VIE) · 0-5      | 6.         | kiesett           | kiesett    | kiesett           | kiesett     | kiesett           | kiesett    | kiesett           | kiesett    | helyezetlen |